# Пияле паша
Пияле паша (на турски: Piyale Mehmed Paşa) (1515 – 1578) е османски адмирал от хърватски произход.
В продължение на 14 години е капудан паша (главнокомандващ флота), включително по време на битката при Джерба, в която разгромява обединения испано-италиански флот. Командва османския флот при обсадата на Малта, при която поради несъгласуванността на действията със сухопътните сили под командването на Мустафа паша, турците отстъпват. Завладява Хиос и участва при превземането на Кипър начело на една от турските флотилии. В негова чест са кръстени няколко кораба от военноморския флот на Турция.
В началото на управлението на султан Селим II е назначен на поста трети везир.

## Произход
Пияле паша е хърватин по произход, намерен е като дете близо до границата с Унгария след битката при Мохач и е отведен в Истанбул, където е обърнат в исляма. През 1573 г. венецианските посланици Андреа Бадоаро и Константино Гардзони докладват в сената, че „той е намерен изоставен и болен по време на експедицията на султан Сюлейман I в Унгария“ и „Пияли бил открит гол и слаб от кучетата на султана, когато той преминавал за пръв път през Унгария“.
Стефан Герлах, който през 1573 – 1578 г. живее в Истанбул като свещеник към австрийската мисия, го нарича „син на хърватски обущар от Унгария“.
Известно е, че майката на Пияле паша останала християнка дори когато той я отвежда при себе си в Истанбул след като му е поверен поста капудан паша.

## Военна кариера
Пияле паша получава образование във военната академия Ендерун в Истанбул, където се обучават най-надарените сред взетите при девширмето християнски деца. През 1547 г. е назначен за началник на вътрешната охрана на султанския дворец.
През 1554 г. става санджакбей на Галиполи и капудан паша. Участва в нападението на остров Елба и на Корсика заедно с Тургут Реис. През 1555 г. Катерина Медичи се обръща с молба към султан Сюлейман I да помогне на Франция срещу Испания и Пияли паша е изпратен по заповед на султана начело на османския флот към Пьомбино, където успешно отбива испанското нападение и превзема няколко испански крепости в Средиземно море.
През 1557 г. Пияле паша превзема Бизерта и патрулира покрай бреговете на северна Африка, а на следващата година напада Майорка и се връща с богата плячка и множество пленници. През 1558 г. отново заедно с Тургут Реис превзема Реджо ди Калабрия и напада ред други крепости по испанското крайбрежие, което принуждава испанският крал Филип II да потърси помощта на Папската държава, Великото херцогство Тоскана, Генуа и Малтийския орден, за да се справи с турската заплаха.

### Сражение при о. Джерба
Флотът на християнските съюзници под командването на генуезкия генерал Андреа Дориа завзема главната османска крепост на остров Джерба през март 1560 г. като шейховете на острова се задължават да плащат данък на испанския крал в размер на 6000 екю. Турците обаче успяват много бързо да изпратят подкрепления и техните кораби под командването на Пияле паша се появяват край бреговете на Тунис още на 11 май, минавайки разстоянието от Истанбул до острова само за 20 дни и изненадват противника неподготвен. Испанците отстъпват на север, но Пияле паша ги преследва и на 14 май разгромява флота им. Османците си връщат властта над Джерба и Пияле паша откарва в Истанбул около 5000 пленници, в това число Дон Алваро де Санде, генерал Дон Санчо де Левия и генерал Дон Беренджер Кекенес.

### Обсада на Малта
През 1565 г. Пияле паша заедно с Мустафа паша (командващ сухопътните сили) обсаждат остров Малта и тази обсада се превръща в едно от най-кръвопролитните сражения между християнските и османските войски, завършило с отстъплението на турците. Като резултат от тази загуба Мустафа паша загубва благоволението на султана и поста си за разлика от Пияле паша, който остава сред фаворитите на Сюлейман I и запазва титлата си „капудан паша“.

### Хиос
От 1458 г. остров Хиос се споразумява да плаща данък на султана, но остава на подчинение на Генуа, което не устройва османците. Към острова начело на флота е изпратен Пияле паша, който през април 1566 г. акостира и привиква на кораба си управителите на Хиос. Отправя им обвинения, че не плащат изискуемия данък, укриват избягали роби и приютяват италиански пирати и обявява, че по заповед на султана османската войска заема от този момент острова. Управителите на острова са арестувани и са освободени чак след четири години след дълги молби на папа Пий V. Като цяло местните жители не пострадват, сред 500-те арестувани лица са предимно рицари на Малтийския орден, за които по-късно е искан откуп. Семейните предания на рода Джустиниани твърдят, че 21 момчета от рода на възраст 12 – 16 г. са отведени в Истанбул и принудени да се откажат от вярата си – трима от тях приемат исляма, а останалите 18, които отказват, са убити след жестоки мъчения на 6 септември 1566 г. Те са канонизирани.

## Последни години
След като взима участие в завладяването на Кипър като командир на една от турските флотилии, Пияле паша е назначен на поста втори везир (1571/1572 г.). Последната му експедиция е през май 1573 г., когато от Апулия отвежда голям брой пленници и военна плячка към Истанбул. Умира през 1578 г. от болест и е погребан в Истанбул.

## Семейство
Женен за внучката на султан Сюлейман I Гевхерхан Султан, а преди това по всяка вероятност е имал и друга жена, тъй като общият брой на децата му е 11 (7 момчета и 4 момичета). Известно е, че от Гевхерхан Султан има 3 деца.